# Annakolibri
Der Annakolibri (Calypte anna) gehört zur Familie der Kolibris (Trochilidae). Die Art ist im Westen des nordamerikanischen Kontinents von British Columbia in Kanada bis Baja California in Mexiko verbreitet. Sie wird von der IUCN als „nicht gefährdet“ (least concern) eingestuft.

## Aussehen
Der Annakolibri wird rund 10 Zentimeter lang und hat eine Flügelspannweite von 11,4 bis 12,1 Zentimetern.
Die Kolibriart erreicht ein Gewicht von 4 bis 4,5 Gramm. Die Geschlechter weisen in der Färbung des Gefieders einen deutlichen Dimorphismus auf. Das Gefieder schimmert bei den Männchen und Weibchen metallisch grün. Jungvögel und Weibchen erkennt man an der grauen Kehle und dem grünen Oberkopf. Die Kehle des Weibchens ist rot markiert. Beim Männchen sind Oberkopf und Kehle rot.

## Verbreitung

Verbreitung des Annakolibris

Der Annakolibri lebt im westlichen Nordamerika von British Columbia in Kanada über die US-Staaten Washington, Oregon und Kalifornien über den Süden Arizonas und New Mexicos bis in die mexikanischen Staaten Sonora und das nördliche Baja California. Er bevorzugt dichte Vegetation wie Hecken und Büsche. Die Vögel besiedeln aber auch Parks, Gärten und offene Wälder.

## Nahrung
Die Nahrung des Annakolibris besteht hauptsächlich aus Blütennektar und Pollen. Die gegabelte Zunge eignet sich speziell für die Aufnahme von flüssigem Nektar, den der kleine Vogel im Flug aus den Blütenkelchen aufnimmt.
Ergänzend werden Insekten gefressen, was eine ausreichende Versorgung mit Eiweiß sicherstellt.

## Fortpflanzung

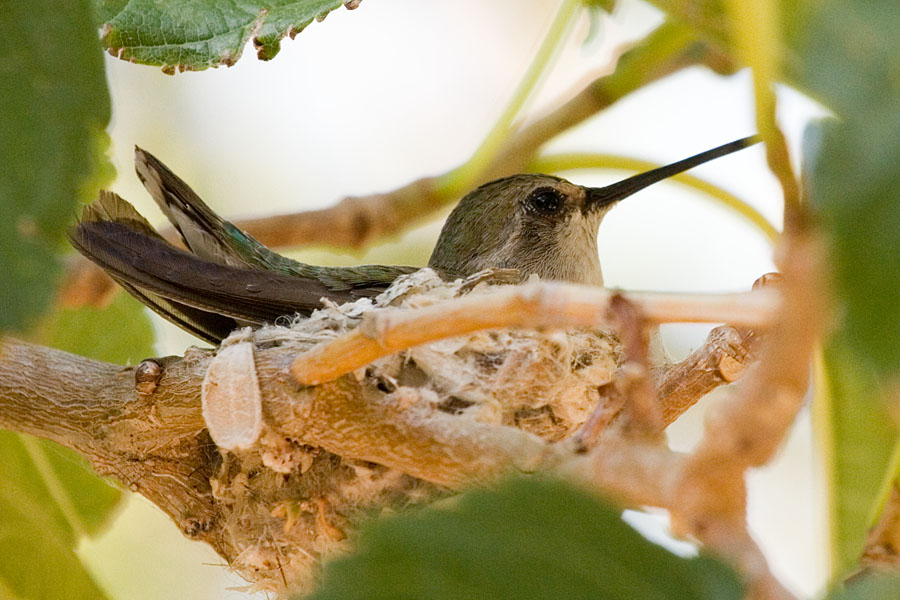
Nest

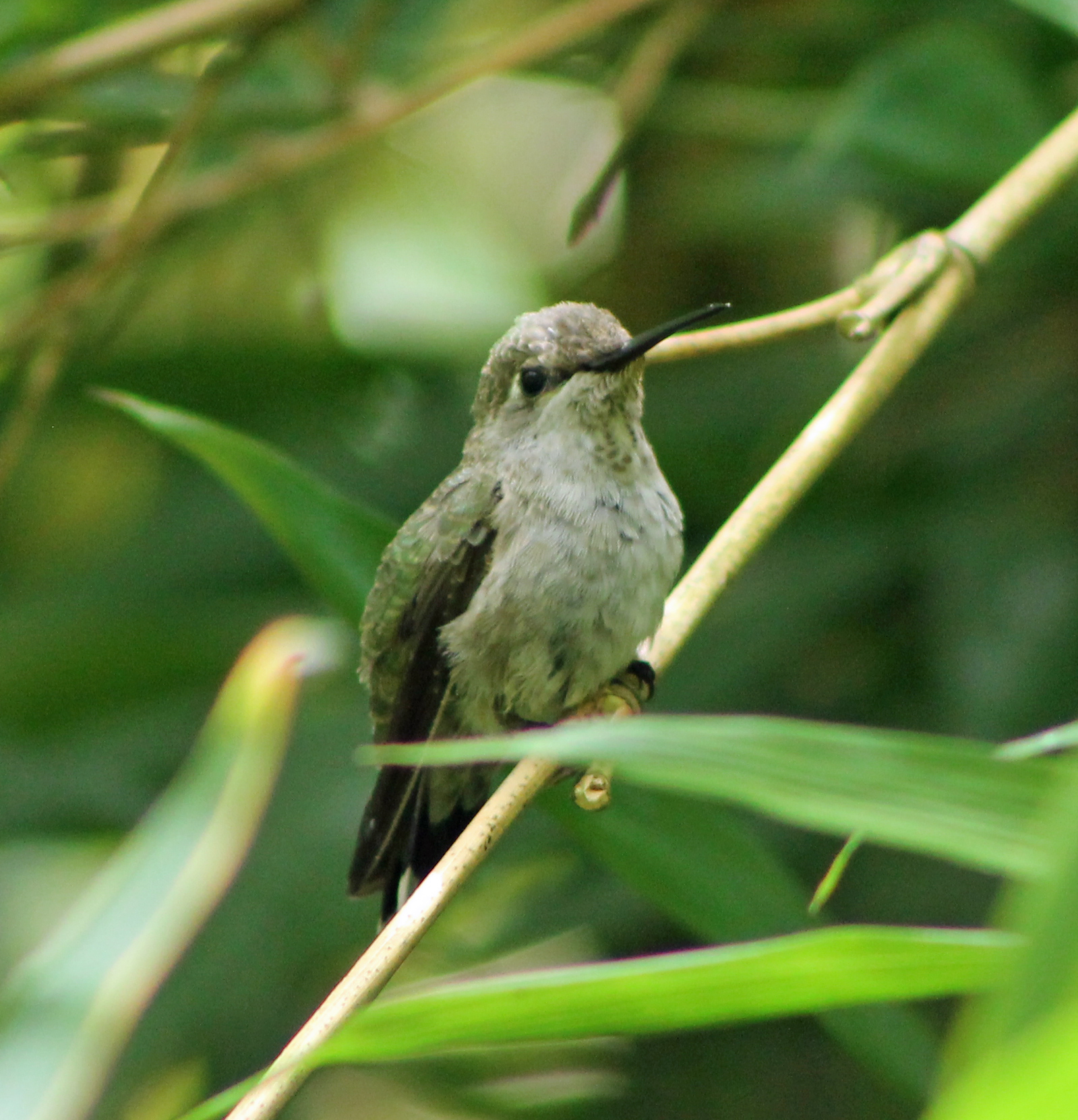
Jungvogel

Bei der Balz machen die Männchen Sturzflüge aus bis zu dreißig Metern Höhe. Dabei erzeugt das Männchen eine Reihe von Geräuschen, deren lautestes und markantestes an der tiefsten Stelle des Fluges erklingt, bevor es wieder an Höhe gewinnt. Der Ursprung dieses Klangs war unter Biologen lange Zeit umstritten. Forscher haben herausgefunden, dass die Innenseiten der äußersten Schwanzfedern zu vibrieren beginnen, wenn das Männchen beim Sturzflug die Geschwindigkeit von 23 Metern pro Sekunde überschreitet. Die Schwanzfedern schwingen dabei ähnlich wie das Rohrblatt im Mundstück einer Klarinette. Der Ton klingt dann wie ein Zirpen.
Das Männchen begattet häufig mehrere Weibchen, trennt sich danach aber jeweils sofort von ihnen. Nach der Begattung wird in niedriger Höhe ein kleines Nest aus Spinnweben, Pflanzenwolle, Flechten oder Moos gebaut. Das Nest wird versteckt in einem Strauch oder einem Baum angelegt. Das Weibchen legt zwei Eier, die Jungvögel schlüpfen nach einer Brutzeit von 14 bis 19 Tagen. Die Küken sind beim Schlupf blind und ungefiedert. Nach 18 bis 23 Tagen sind die Jungen flügge.

## Feinde
Neben dem Menschen, der den Lebensraum des Annakolibris zerstört und Teile dieses Vogels zu Schmuck verarbeitet, haben die Kolibris auch natürliche Feinde wie Schlangen, Katzen und Greifvögel.

## Gefährdung
Der Gesamtbestand dieser Art wird derzeit nicht als bedroht angesehen. In der Roten Liste der Weltnaturschutzunion wird der Annakolibri daher in der Kategorie „nicht gefährdet“ (least concern)  geführt.

## Rekorde

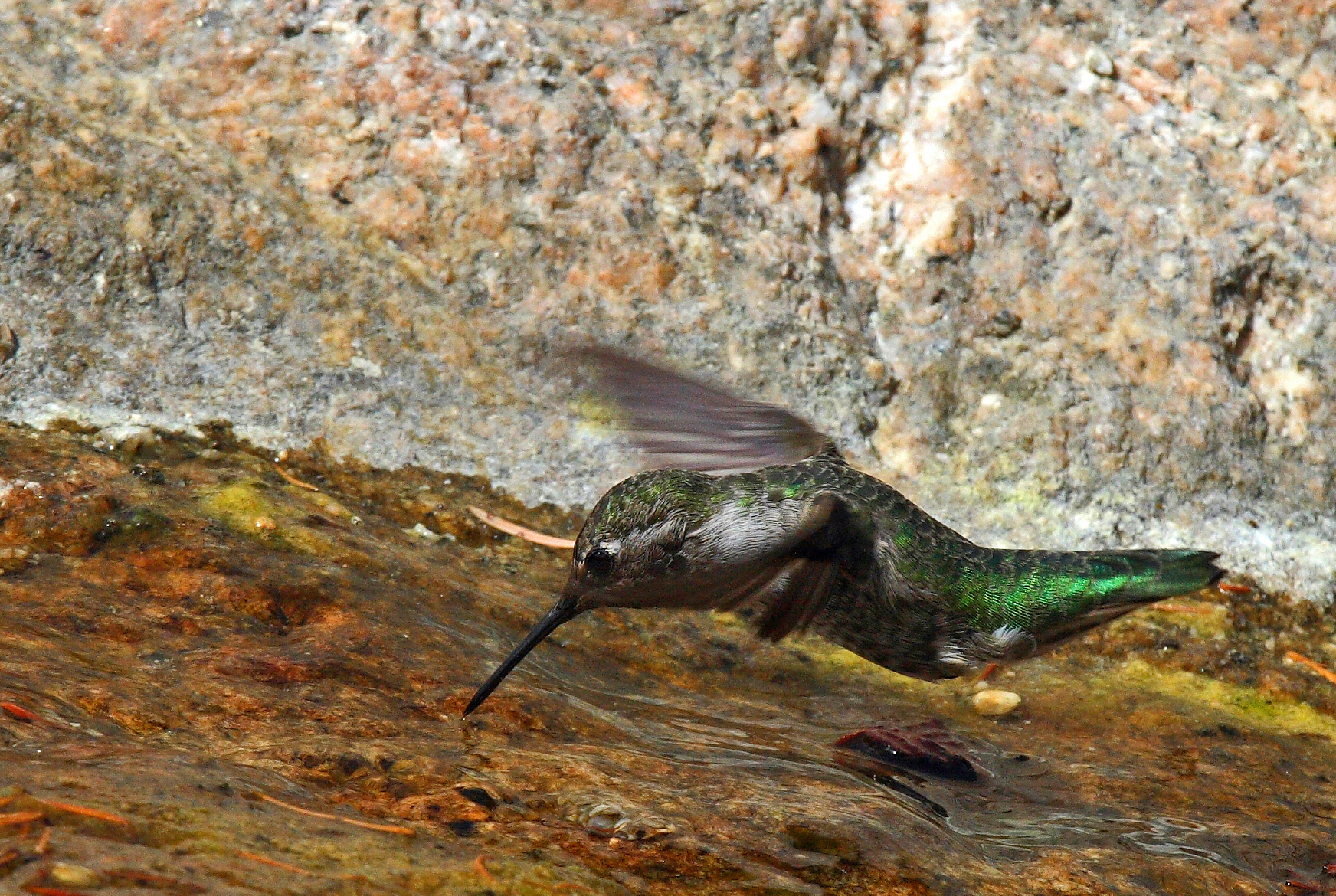
Annakolibri (Weibchen)

Bezogen auf ihre Körpergröße sind Annakolibris die wohl schnellsten Wirbeltiere der Welt. So erreichen die Tiere bei ihren Balzflügen (s. o.) Geschwindigkeiten von 385 Körperlängen pro Sekunde (entspricht 27,3 m/s oder 98,28 km/h) bei Beschleunigungswerten von etwa dem Zehnfachen der Erdbeschleunigung. Zum Vergleich: Wanderfalken kommen im Sturzflug auf Geschwindigkeiten von bis zu 200 Körperlängen pro Sekunde, Kampfjets, wie zum Beispiel die MiG-25 (ein Mach 3 schneller Abfangjäger), erreichen dagegen maximal nur das rund 40-fache ihrer Gesamtlänge.

## Unterarten
Im Moment sind keine Unterarten des Annakolibris bekannt. Er gilt als monotypisch. Trochilus icterocephalus Nuttall, 1840 ist ein Synonym für den Annakolibri. Thomas Nuttall hielt irrtümlich ein Exemplar mit von Blütenpollen gelb gefärbtem Kopf für eine eigene Art.

## Etymologie und Forschungsgeschichte

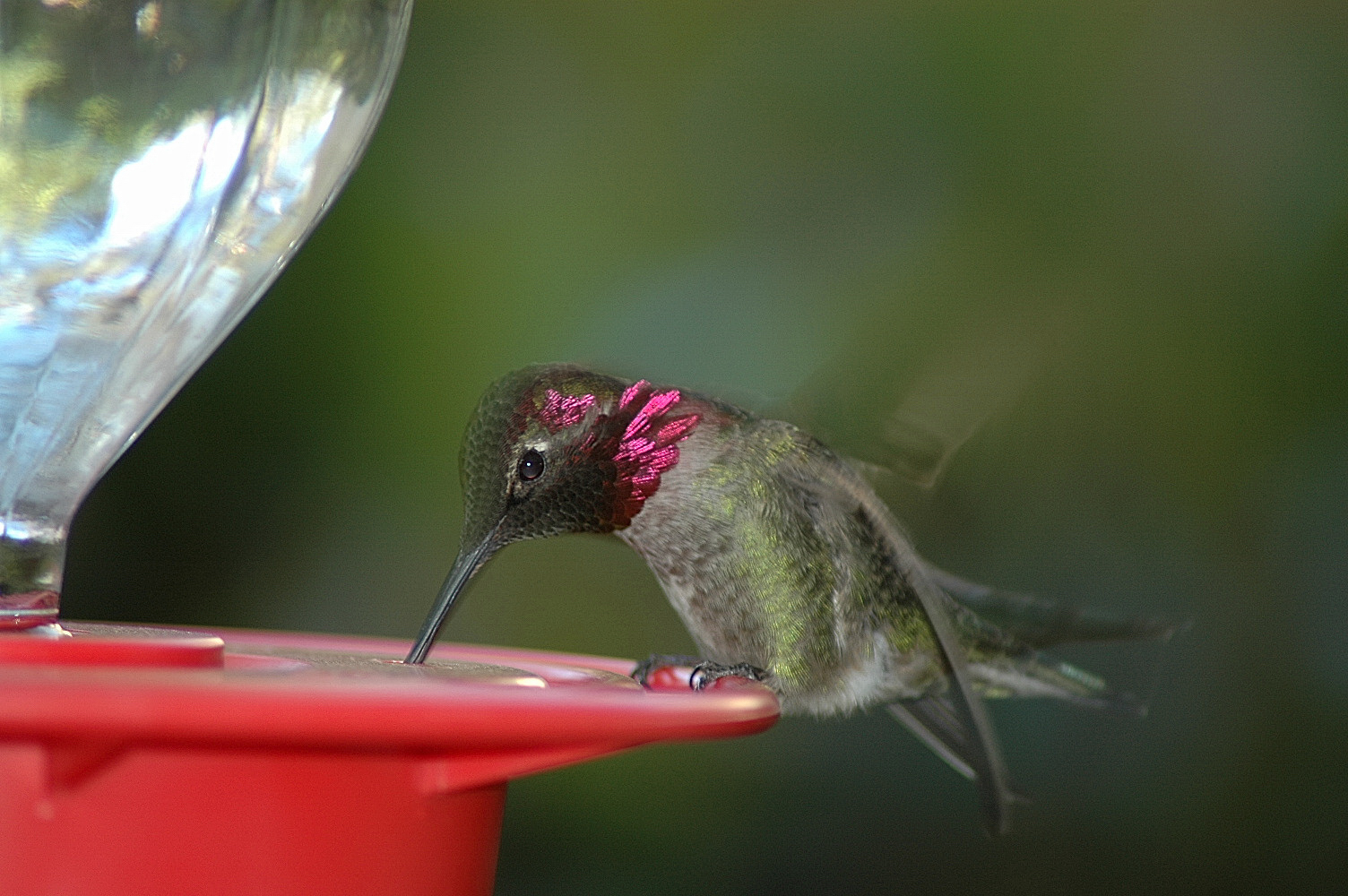
Annakolibri (Männchen)

René Primevère Lesson beschrieb den Annakolibri unter dem Namen Ornismya Anna. Als Fundort nannte er Kalifornien. Das Typusexemplar wurde von Paul-Émile Botta gesammelt und kam 1829 ins Naturalienkabinett von François Victor Masséna, dem zweiten Herzog von Rivoli und dritten Fürsten von Essling (1799–1863). Später wurde die Art der 1856 von John Gould neu eingeführten Gattung Calypte zugeordnet. Der Ursprung des Namens Calypte ist nicht ganz eindeutig. Eventuell ist das Wort vom griechischen καλύπτρη, καλύπτω kalýptē, kalýptō für „Schleier, bedecken“ abgeleitet. Laut Elliott Coues (1842–1899) könnte Calypte ein Name sein, der durch Kalypso aus der griechischen Mythologie hervorging. Das Artepitheton anna widmete Lesson Anna Debelle Masséna, Prinzessin von Essling und Herzogin von Rivoli (1802–1887).